# Лаура Гросейненкен
Лаура Гросейненкен (на английски: Laura Groeseneken), известна още като SENNEK, е белгийска певица.
Работи по някои големи музикални проекти, като „James Bond 50th Anniversary Gala Concert“. През 2014 година, заедно с Озарк Хенри, тя взима участие в най-големите белгийски фестивали.
На 28 септември 2017 г. е обявено, че Лаура ще представя Белгия в Евровизия 2018.